# Ђорђе Ристић Скопљанче
Ђорђе Ристић (Пећ, 6. август 1881 — Ниш, 27. јануар 1911), звани Скопљанче, је био српски четнички војвода, који је четовао по Старој Србији и Македонији.

## Биографија
Гимназију је завршио у Скопљу, након чега је уписао Подофицирску школу у Београду 1904, и са чином наредника је прешао српско-турску границу те је почео са четовањем. Због показане храбрости већ 1905. је стекао звање војводе. Учествовао је у биткама на Гуглину, Петраљици и Челопеку 1905. године. Његов рејон је била кумановска околина где се често сукобљавао са бугарским војводом Крстом Коњушким.
Умро је од последица дуготрајног четовања, и нарушеног здравља услед дугог живљења на отвореном под лошим временским условима.
Сахрањен је у Нишу, где му је Народна одбрана 1913. подигла споменик.